# Собор Святой Екатерины (Гоа)
Собор Святой Екатерины (порт. Sé Catedral de Santa Catarina) или коротко Се Катедрал (порт. Sé Catedral) — католический кафедральный храм в Старом Гоа, штат Гоа (Индия), построенный в португальском стиле мануэлино, трансформированном в особый индо-португальский стиль.
Собор является кафедральным храмом архидиоцеза Гоа и Дамана. Это самый большой католический храм в Индии и один из самых больших в Азии, входит в список Всемирного Наследия ЮНЕСКО.

## Описание собора
Собор довольно большой по размерам: 76 метров в длину и 55 метров в ширину трансепта. Собор построен в португальском стиле мануэлино в виде базилики с двумя 33-метровыми фасадными башнями, одна из которых до наших дней не сохранилась, поэтому сейчас собор стоит с одной башней. На этой башне находится колокольня собора с пятью массивными колоколами, один из которых — «Золотой колокол» — является одним их самых больших в Гоа. Звон его слышен за 14 километров.
Интерьер собора выполнен в коринфском стиле. Главный алтарь позолочен и посвящён Святой великомученице Екатерине. Старинные образы на сторонах алтаря изображают места жизни и мученичества Святой Екатерины. Всего в соборе 15 алтарей, расположенных в восьми капеллах собора.
На территории находится капелла апостольского нунция Франциска Хавьера, святого покровителя Гоа. В этой капелле он крестил местное население в период своей миссионерской деятельности на Гоа. Здесь же находится капелла Чудесного Креста. Считается, что на этом кресте 23 февраля 1619 года явился Иисус Христос, после чего крест стал увеличиваться в размерах. Считается так же, что крест этот способен исцелять больных. Благодаря этой чудодейственной реликвии собор Святой Екатерины стал центром непрекращающегося паломничества.

## История собора
Собор был заложен в ознаменование победы португальских войск под командованием Афонсу де Албукерки над мусульманской армией 25 ноября 1510 года, что позволило португальцам захватить Гоа. Поскольку победа была одержана в день праздника святой Екатерины Александрийской, храм был посвящён именно ей. Первоначальный костёл был сооружён в том же 1510 году из глины, камней и соломы, затем перестроен в 1515 году.
Кардинальная реконструкция храма была заказана португальским губернатором Индии Жоржи Кабралом (1549—1550) и была проведена в 1552 году. В 1562 году португальский вице-король Индии дон Франсишку Коутинью дал указание о строительстве нового грандиозного собора Святой Екатерины, призванного символизировать мощь португальской колониальной империи. Строительство собора финансировалось из государственной казны на средства от продажи выморочного имущества индусов и мусульман.
Авторами проекта выступили португальские архитекторы Жулиу Симау и Амброзиу Аргуэйру. К 1619 году было закончено возведение основной части собора и в 1640 году собор был освящён, однако капеллы собора были достроены только к 1652 году.
«Золотой Колокол», сохранившийся до наших дней на колокольне собора, был отлит в Канколине в 1652 году, причём в сплав металлов при его отливке добавлялось золото. Другое название этого колокола — «Колокол инквизиции» — связано с тем, что в период деятельности в Гоа инквизиции звон колокола оповещал горожан о начале публичных казней через аутодафе, которые проводились на площади перед собором.
В 1776 году фасадная башня c южной стороны собора неожиданно обвалилась от удара молнии и никогда больше не восстанавливалась.
3 мая 1845 года в одну из капелл собора перенесли Чудесный Крест с горы Боа-Вишта, на котором 23 февраля 1619 года произошло явление Иисуса Христа. С этого дня потоки паломников к Чудесному Кресту перенаправились в собор Святой Екатерины.